# Elaphoglossum mcclurei
Elaphoglossum mcclurei är en träjonväxtart som beskrevs av Ren-Chang Ching. Elaphoglossum mcclurei ingår i släktet Elaphoglossum och familjen Dryopteridaceae. Inga underarter finns listade.